# Бурдатово
Бурдатово — упразднённая деревня в Антроповском районе Костромской области России. На момент упразднения входила в состав Палкинского сельсовета.

## География
Урочище находится в центральной части Костромской области, в подзоне южной тайги, на правом берегу реки Шачи, к западу от автодороги 34Н-31, на расстоянии приблизительно 29 километров (по прямой) к юго-юго-западу от посёлка Антропово, административного центра района. Абсолютная высота — 144 метра над уровнем моря.

### Климат
Климат характеризуется как умеренно континентальный, с продолжительной холодной многоснежной зимой и коротким сравнительно тёплым летом. Среднегодовая температура воздуха — 2,5 °C. Средняя температура воздуха самого холодного месяца (января) — −12,6 °C (абсолютный минимум — −38 °C); самого тёплого месяца (июля) — 18,2 °C (абсолютный максимум — 36 °С). Годовое количество атмосферных осадков — 500—550 мм, из которых большая часть выпадает в тёплый период.

## История
В «Списке населенных мест Костромской губернии по сведениям 1870-72 годов» населённый пункт упомянут как деревня Галичского уезда, расположенная при реке Шаче, в 45 верстах от уездного города. В Бурдатове числилось 13 дворов и проживало 93 человека (40 мужчин и 53 женщины).
В 1907 году в деревне, относящейся к Данилковской волости, имелось 30 дворов и проживало 182 человека.
По состоянию на 1 января 1981 года входила в состав Палкинского сельсовета. Исключена из учётных данных в июне 1997 году как фактически несуществующая.